# Ильная рыба
И́льная ры́ба, или амия (Amia calva) — единственный сохранившийся вид рыб из отряда амиеобразных. Интересна как «живое ископаемое».

## Описание
Тело вальковатое, длиной до 75 см. Рыло короткое, чешуя ганоидная. Рот конечный. Челюсти с зубами. Способна дышать атмосферным воздухом. Хищник, питается беспозвоночными и рыбой. Населяют реки и озера Северной Америки.

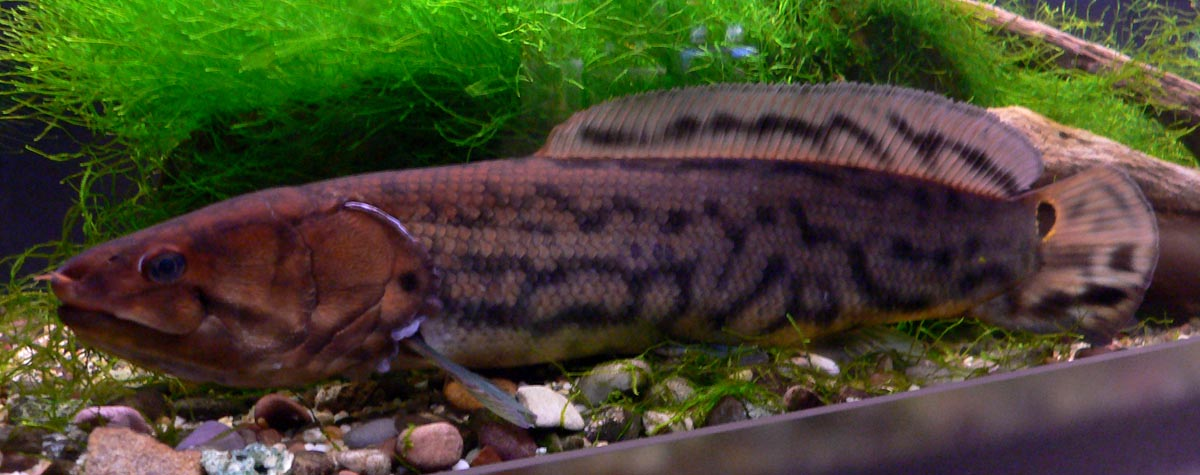
Самец ильной рыбы

## Классификация
Отряд амиеобразные (лат. Amiiformes) известен с середины триасового периода, в мезозое пережил расцвет, на современном этапе (XX—XXI век) содержит одно семейство — амиевые (Amiidae) и один вид — ильная рыба (Amia calva).

## Промысел и использование в кулинарии
Икра ильной рыбы напоминает осетровую и продаётся в качестве недорогого заменителя последней. Поскольку ильная рыба, в отличие от осетровых рыб, соответствует требованиям кашрута, её икра может употребляться в пищу приверженцами иудаизма.

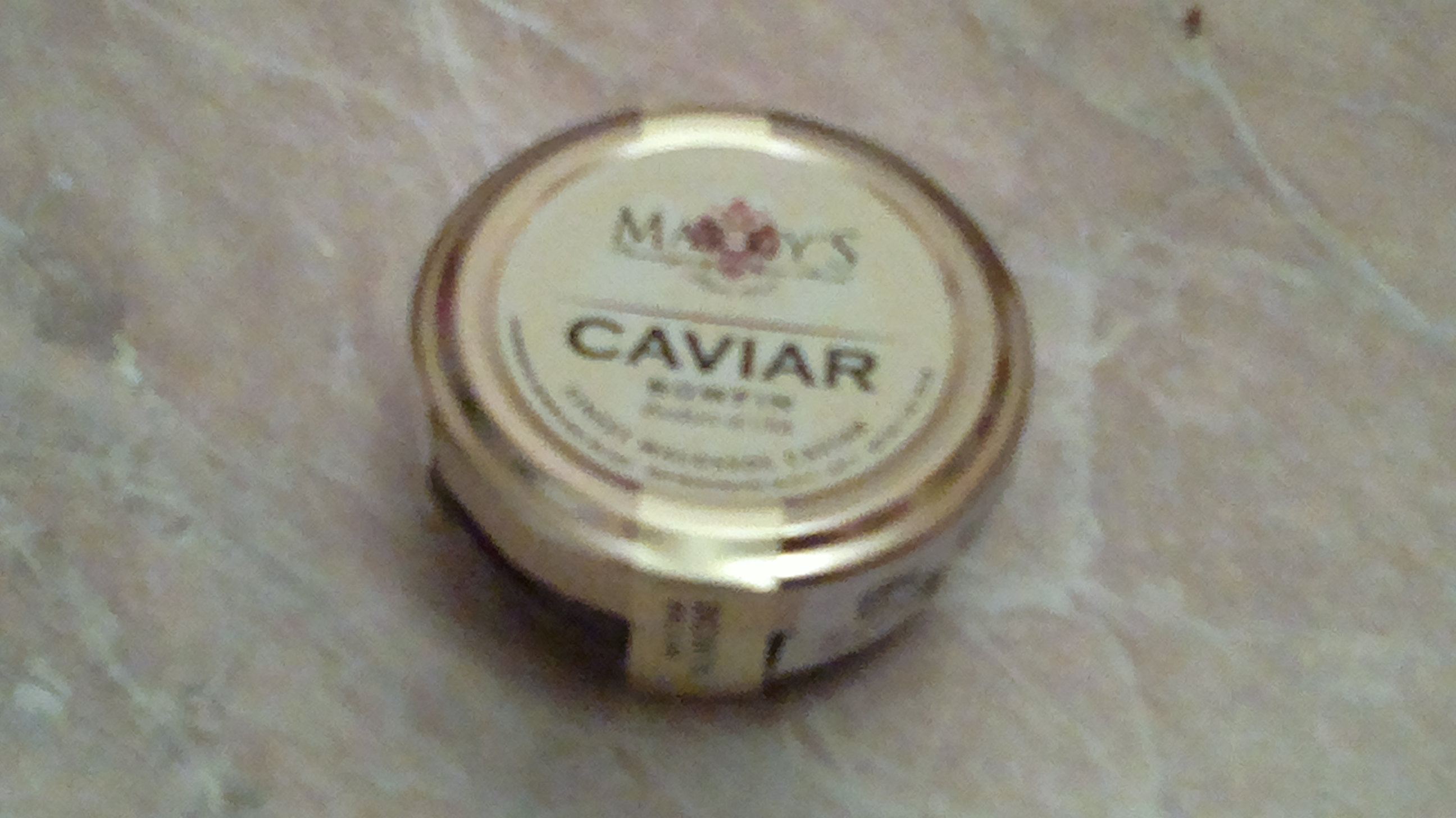
Икра ильной рыбы.